# کیت ادواردز (بازیکن فوتبال، زاده۱۹۵۷)
کیت ادواردز (انگلیسی: Keith Edwards؛ زادهٔ ۱۶ ژوئیهٔ ۱۹۵۷) بازیکن فوتبال اهل بریتانیا است.
از باشگاه‌هایی که در آن بازی کرده‌است می‌توان به باشگاه فوتبال لیدز یونایتد، باشگاه فوتبال هال سیتی، باشگاه فوتبال استوک‌پورت کانتی، باشگاه فوتبال شفیلد یونایتد، باشگاه فوتبال ولورهمپتون واندررز، باشگاه فوتبال آبردین، باشگاه فوتبال هادرزفیلد تاون، و باشگاه فوتبال پلیموث آرگیل اشاره کرد.